# Сент-Мем
Сент-Мем (фр. Sainte-Même) — коммуна во Франции, находится в регионе Пуату — Шаранта. Департамент коммуны — Приморская Шаранта. Входит в состав кантона Сент-Илер-де-Вильфранш. Округ коммуны — Сен-Жан-д’Анжели.
Код INSEE коммуны — 17374.

## Население
Население коммуны на 2010 год составляло 250 человек.
| 1962 | 1968 | 1975 | 1982 | 1990 | 1999 | 2010 |
| ---- | ---- | ---- | ---- | ---- | ---- | ---- |
| 275  | 246  | 252  | 197  | 183  | 164  | 250  |